# Hvidgran
Hvidgran (Picea glauca), også skrevet Hvid-Gran, er et op til 30 meter højt træ, der i Danmark er almindeligt plantet i f.eks. klitplantager. Arten er følsom over for Rodfordærver (Heterobasidion annosum).

## Beskrivelse
Hvidgran er et mellemstort, stedsegrønt træ med en opret, kegleformet, men senere noget afrundet krone. Barken er først blank og let røddugget. Senere bliver den rødligt grå og svagt opsprækkende. Gamle grene og stammer kan få en violetgrå bark med runde plader. Knopperne er lyst orangebrune og regelmæssigt ægformede.
Nålene er fremadrettede og står næsten alle sammen op over skuddet. De er runde i tværsnit og bærer hvide striber på alle sider. Grundfarven er blågrøn. Koglen er forholdsvis lille og blød at føle på. Den er rødbrun med konvekse skæl. Frøene modner godt og kan spire i Danmark.
Rodnettet er højtliggende og fladt udbredt.
Højde x bredde og årlig tilvækst: 20 x 8 m (30 x 15 cm/år).

## Voksested
Hvidgran er pionertræ og danner skovgrænse overalt i Canada og Alaska.
På de grusede strande ud mod Hudsonbugten danner hvidgran skov sammen med bl.a. amerikansk linnæa, Arctostaphylos rubra (en art af melbærris), blåbærpil, canadisk hønsebær, ensidig vintergrøn, Mitella nuda (en art af bispekåbe) og tyttebær samt – på næsten rå jord – amerikansk asp.
I Danmark er den især almindeligt plantet i hede- og klitplantager i Vest- og Nordjylland.
Hvidgran er indført ved forsøg siden 1974 i Sydvestgrønland, hvor den tilsyneladende trives godt.

## Anvendelse
Den tåler ikke skygge, men megen vind, og den er modstandsdygtig overfor frost og saltnedslag. Kravene til jordbunden er meget små.
Hvidgran anvendes til læplantninger, hvor den trives bedst alene. Gentilplantning efter gran-slægten (Picea) frarådes på grund af faren for svampeangreb (rodfordærver).
Desuden ses i haver ofte sorten sukkertopgran.
| Portal | Portal:Botanik |

## Note
1. ↑  J. C. Ritchie: The Vegetation of Northern Manitoba v. Establishing the Major Zonation Arkiveret 24. maj 2013 hos  Wayback Machine (engelsk)